# Ахелил из Гоурара
Ахелил из Гоурара је поетски и музички жанр који је симбол Зенати популације Гоураре. То јеј регион архипелага оаза на југозападу Алжира са око стотину оаза у којима живи преко 50.000 становника берберског, арапског и суданског порекла. Ахелил, који је специфичан за део Гоураре који говори берберски језик, редовно се приказује на верским свечаностима и ходочашћима, као и на секуларним прославама, као што су венчања и други догађаји у заједници. Ахелил симболизује кохезију заједнице која живи у суровом окружењу и, истовремено, преноси вредности и историју становништва Зената на језику коме прети изумирање.
Истовремено интерпретиран као поезија, полифоно певање, музика и игра, овај жанр изводе свирач флауте бенгри, певач и хор до стотину људи. Стојећи у кругу око певача, полако се крећу око њега док пљешћу рукама. Ахелилски наступ се састоји од низа певања по редоследу који одреди инструменталиста или певач и прати прастари образац. Први део обухвата све учеснике и обухвата кратке, добро познате напеве које се певају до касно у ноћ. Други део изводе само искусни извођачи који настављају до зоре. У свитање наступају само најуспешнији извођачи.
Ова традиција је угрожена због све мањег броја прилика у којима се изводи. То је повезано са реткошћу традиционалних свечаности. Све је већа миграција младих људи у градове и преовлађујућа склоност да слушају широко доступне Ахелил снимке радије него да активно учествују у наступима уживо.
Постоје неуверљиви докази о утицају Сонгхаи језика на Гоурару.
Локална традиција ахелилске поезије и музике у Гоурари, описана у L'Ahellil du Gourara Моулоуда Мамерија, је уврштена 2008. године на листу нематеријалног културног наслеђа човечанства од стране УНЕСКО-а.